# 亞歷山大省
亞歷山大省（阿拉伯语：محافظة الإسكندرية），是埃及的一個省，位于該國北部尼羅河三角洲西北角，北邻地中海。面积2,300平方公里，人口4,110,015人（2006年统计）。首府为亞歷山卓。歷史上，亞歷山卓一直是埃及的首都，直到福斯塔特的建立（後來被并入開羅）。亞歷山大省被位列2019年全球城市500强榜单第375名。亞歷山卓是埃及第二大城市，亚历山大港是埃及最大港口，位于地中海南岸，也是埃及最重要的海港。

## 外部連結
- 官方網頁（页面存档备份，存于） （阿拉伯文）